# 深裂鸭儿芹
深裂鸭儿芹（学名：Cryptotaenia japonica f. dissecta）为伞形科鸭儿芹属鸭儿芹下的一个变型。分布于日本以及中国大陆的陕西、广西、湖北、四川、湖南等地，多生长于山坡杂草丛中，目前尚未由人工引种栽培。

## 扩展阅读
- 維基物種上的相關：深裂鸭儿芹